# Lijst van Mayagoden
De meeste namen hieronder stammen uit koloniale bronnen en zijn Yucateeks Maya (Diego de Landa) of K'iche' (Popol Vuh). De namen uit de Klassieke periode waren Ch'olaans en zijn meestal niet met zekerheid bekend. Achter de naam staat de letteraanduiding in de door Taube herziene godenlijst van Schellhas-Zimmermann.

## Lijst

### A
| Naam          | Naam in hiërogliefen | Variant        | Korte beschrijving                            |
| ------------- | -------------------- | -------------- | --------------------------------------------- |
| God A         |                      |                | Een god van de dood                           |
| Acat          |                      | Ah Cat         | God van scarificatie en tatoeages (Cogolludo) |
| Ah-Muzen-Cab  |                      | Ah Muzen Cab   | God van bijen en honing                       |
| Ah Peku       |                      | Ahpeku         | God van donder                                |
| Ah Puch       |                      | Ahpuch         | God van de dood                               |
| Ah Tabai      |                      | Ahtabai        | God van jacht                                 |
| Ah-Uuc-Ticab  |                      | Ah uuc Ticab   | God van de aarde                              |
| Ahau Chamahez |                      |                | God van medicijnen en goede gezondheid        |
| Ajbit         |                      |                | Scheppingsgod                                 |
| Ajtzak        |                      |                | Scheppingsgod                                 |
| Akhushtal     |                      |                | Godin van geboortes                           |
| Akna          |                      |                | Godin van vruchtbaarheid en geboortes         |
| Alom          |                      |                | Luchtgod, scheppingsgod                       |
| Awilix        |                      | Auilix, Avilix | Godin van de Nija'ib' bloedlijn               |

### B
| Naam              | Naam in hiërogliefen | Variant                              | Korte beschrijving                       |
| ----------------- | -------------------- | ------------------------------------ | ---------------------------------------- |
| Bacab [N]         |                      | Pauahtuns, God N                     | Goden van de windrichtingen              |
| Bahlam            | ,                    | Balam                                | Beschermers van mensen en gemeenschappen |
| Bitol             |                      |                                      | Luchtgod, scheppingsgod                  |
| Bolon Ts'akab [K] |                      | Bolon Dzacab, Ah Bolon Dzacab, God K | God van bliksem, oogst en zaden          |
| Boloniku          |                      |                                      | God van de onderwereld                   |
| Bolon Yokte       |                      | Bolon Yokte', Bolon Yookte' K'uh     | Functie onbekend                         |
| Buluc Chabtan     |                      |                                      | God van oorlog, geweld en offering       |

### C
| Naam            | Naam in hiërogliefen | Variant             | Korte beschrijving                                        |
| --------------- | -------------------- | ------------------- | --------------------------------------------------------- |
| Cabrakan        |                      |                     | God van bergen en aardbevingen                            |
| Cacoch          |                      |                     | Scheppingsgod                                             |
| Cakulha         |                      |                     | God van bliksem                                           |
| Camazotz        |                      |                     | Vleermuizenmonster, vijand van Chaac                      |
| Can Tzicnal     |                      |                     | Bacab van het noorden                                     |
| Chaac [B]       |                      | Chac, Chaahk, God B | God van stormen en regen                                  |
| Chak Chel       |                      |                     | Maangod                                                   |
| Chaac Uayab Xoc |                      |                     | God van vissen en visserij                                |
| Chicchan        |                      |                     | Goden van wateren en windrichtingen                       |
| Cit-Bolon-Tum   |                      |                     | God van medicijnen en geneeskunde                         |
| Chimalmat       |                      |                     | Reus, moeder van Cabrakan en Zipacna                      |
| Chin            |                      |                     | God van homoseksuele relaties en homoseksuele prostitutie |
| Cizin           |                      |                     | God van de dood                                           |
| Colel Cab       |                      |                     | Godin van bijen                                           |
| Colop U Uichkin |                      |                     | God van zonsverduisteringen                               |
| Coyopa          |                      |                     | God van donder                                            |
| Cum Hau         |                      |                     | God van de dood en de onderwereld                         |

### E
| Naam             | Naam in hiërogliefen | Variant                         | Korte beschrijving             |
| ---------------- | -------------------- | ------------------------------- | ------------------------------ |
| Ek Chuaj [M] [L] |                      | Ek Chuah, Ekchuah, God M, God L | God van krijgers en handelaars |

### G
| Naam     | Naam in hiërogliefen | Variant                                            | Korte beschrijving                   |
| -------- | -------------------- | -------------------------------------------------- | ------------------------------------ |
| GI       |                      |                                                    | God van Palenque                     |
| GII [K]  |                      | God K                                              | God van Palenque                     |
| GIII     |                      |                                                    | God van Palenque, jaguargod van vuur |
| Gukumatz |                      | Q'uq'umatz, Qucumatz, Gucumatz, Gugumatz, Kucumatz | Scheppingsgod                        |

### H
| Naam          | Naam in hiërogliefen | Variant  | Korte beschrijving                   |
| ------------- | -------------------- | -------- | ------------------------------------ |
| Hachäk'yum    |                      |          | God van de Lacandón                  |
| Hobnil        |                      |          | Bacab van het oosten                 |
| Hozanek       |                      |          | Bacab van het zuiden                 |
| Hun-Batz      |                      |          | Stiefbroer van Hunahpu en Ixbalanqué |
| Hun-Came      |                      |          | God van de onderwereld               |
| Hun-Chowen    |                      |          | Stiefbroer van Hunahpu en Ixbalanqué |
| Hun-Hunahpu   |                      |          | Vader van Hunahpu en Ixbalanqué      |
| Hunab Ku      |                      |          | Oppergod                             |
| Hunahpu       |                      | Hun-Ahpu | Een van de Maya heldentweeling       |
| Hunahpu-Gutch |                      |          | Scheppingsgod                        |
| Hunapu Utiu   |                      |          | Scheppingsgod                        |
| Hun-Ixim      |                      |          | Maïsgod                              |
| Hun-nal-ye    |                      |          | Maïsgod                              |
| Huracan       |                      |          | Bliksemgod                           |

### I
| Naam         | Naam in hiërogliefen | Variant           | Korte beschrijving                                                 |
| ------------ | -------------------- | ----------------- | ------------------------------------------------------------------ |
| Itzamna      |                      | Itzamnaaj         | Vader van de Bacab. God van kennis en oprichter van de Mayacultuur |
| Itzananohk'u |                      |                   | God van de Lacandon                                                |
| Ixbalanqué   |                      | Xbalanque         | Een van de Maya heldentweeling                                     |
| Ixbaquiyalo  |                      |                   | Moeder van Hun-Batz en Hun-Chowen                                  |
| Ixchel [O]   |                      | Ix Chel, Godin O  | Godin van verloskunde en medicijnen                                |
| Ixmucane     |                      | Chriakan-Ixmucane | Scheppingsgod                                                      |
| Ixpiyacoc    |                      | Chriakan-Ixmucane | Scheppingsgod                                                      |
| Ixquic       |                      | Xquic             | Moeder van Hunahpu en Ixbalanqué, godin van de wassende maan       |
| Ixtab        |                      | Touwenvrouw       | Godin van de zelfmoord                                             |

### J
| Naam     | Naam in hiërogliefen | Variant                                  | Korte beschrijving     |
| -------- | -------------------- | ---------------------------------------- | ---------------------- |
| Jacawitz |                      | Jakawitz, Jakawits, Q'aq'awits, Hacavitz | Berggod van de K'iche' |

### K
| Naam             | Naam in hiërogliefen | Variant                       | Korte beschrijving                      |
| ---------------- | -------------------- | ----------------------------- | --------------------------------------- |
| K'awiil [K]      |                      | Kawil, Kaui, God K            | God van bliksem, maïs en vruchtbaarheid |
| Kinich Ahau [G]  |                      | K'inich Ajaw, God G           | Zonnegod                                |
| Kinich Kakmo [G] |                      | God G                         | Zonnegod                                |
| Kisin            |                      | Cisin                         | God van de dood                         |
| Kukulcan         |                      | Kukulkan, Waxaklahun Ubah Kan | Slangengod                              |

### L
| Naam  | Naam in hiërogliefen | Variant | Korte beschrijving                          |
| ----- | -------------------- | ------- | ------------------------------------------- |
| God L |                      |         | God geassocieerd met handel, een van de Mam |

### M
| Naam    | Naam in hiërogliefen | Variant            | Korte beschrijving                                                     |
| ------- | -------------------- | ------------------ | ---------------------------------------------------------------------- |
| Mam     |                      |                    | Een titel die aan bepaalde geesten uit de mayamythologie werd gegeven. |
| Maximón |                      | Maximon, San Simón | Maya heilige                                                           |

### N
| Naam        | Naam in hiërogliefen | Variant | Korte beschrijving              |
| ----------- | -------------------- | ------- | ------------------------------- |
| Naum        |                      |         | God van gedachten               |
| Nohochacyum |                      |         | God van creatie en vernietiging |

### O
| Naam        | Naam in hiërogliefen | Variant | Korte beschrijving               |
| ----------- | -------------------- | ------- | -------------------------------- |
| Oxlahuntiku |                      |         | Een groep van dertien luchtgoden |

### Q
| Naam       | Naam in hiërogliefen | Variant                                          | Korte beschrijving        |
| ---------- | -------------------- | ------------------------------------------------ | ------------------------- |
| Qaholom    |                      |                                                  | Scheppingsgod             |
| Q'uq'umatz |                      | Qucumatz, Gukumatz, Gucumatz, Gugumatz, Kucumatz | Scheppingsgod, slangengod |

### S
| Naam | Naam in hiërogliefen | Variant | Korte beschrijving |
| ---- | -------------------- | ------- | ------------------ |
| Sip  |                      |         | God van de jacht   |

### T
| Naam   | Naam in hiërogliefen | Variant | Korte beschrijving      |
| ------ | -------------------- | ------- | ----------------------- |
| Tepeu  |                      |         | Luchtgod, scheppingsgod |
| Tohil  |                      |         | K'iche'-god             |
| Tzakol |                      |         | Bouwer, scheppingsgod   |

### V
| Naam          | Naam in hiërogliefen | Variant | Korte beschrijving            |
| ------------- | -------------------- | ------- | ----------------------------- |
| Vatanchu      |                      |         | Berggod                       |
| Voltan        |                      |         | God van de aarde en percussie |
| Votan         |                      |         | Legendarisch wezen            |
| Vucub-Caquix  |                      |         | Vogeldemon                    |
| Vucub-Hunahpu |                      |         | tweelingbroer van Hun-Hunahpu |

### X
| Naam       | Naam in hiërogliefen | Variant | Korte beschrijving              |
| ---------- | -------------------- | ------- | ------------------------------- |
| Xaman Ek   |                      |         | God van reizigers en handelaren |
| Xbalanque  |                      |         | Een van de Maya heldentweeling  |
| Xcarruchan |                      |         | Berggod                         |
| Xmucane    |                      |         | Scheppingsgod                   |
| Xpiayoc    |                      |         | Scheppingsgod                   |

### Y
| Naam         | Naam in hiërogliefen | Variant | Korte beschrijving                   |
| ------------ | -------------------- | ------- | ------------------------------------ |
| Yaluk        |                      |         | Mopan 'grootvader', bliksemgod       |
| Yopaat       |                      |         | God van de regen                     |
| Yum Kaax [E] |                      |         | God van bossen, wilde fauna en jacht |

### Z
| Naam     | Naam in hiërogliefen | Variant | Korte beschrijving              |
| -------- | -------------------- | ------- | ------------------------------- |
| Zac Cimi |                      |         | Bacab van het westen            |
| Zipacna  |                      |         | Personificatie van de aardkorst |